# بورات ساگدیف
بورات مارگارت ساگدیف (قزاقی: Борат Сағдиев) یک شخصیت طنز در فیلم بورات: یادگیری‌های فرهنگی آمریکا برای انجام منفعت ملت پرشکوه قزاقستان است که ایفاگر نقش وی ساشا بارون کوهن می‌باشد.
وی یک روزنامه‌نگار و گزارش‌گر تلویزیونی اهل قزاقستان است که به منظور ساخت فیلم مستندی دربارهٔ «زندگی واقعی» مردم آمریکا، به این کشور سفر می‌کند.